# ミュルツツーシュラーク
ミュルツツーシュラーク（ドイツ語: Mürzzuschlag）は、オーストリアのシュタイアーマルク州東部にある市。旧ミュルツツーシュラーク郡の郡庁所在地でもあった。ニーダーエスターライヒ州との境をなすゼメリング峠にほど近いミュルツ川沿いにあり、オーストリアの首都ウィーンからは南西約85キロメートル (53 mi) に位置する。人口は2016年1月1日現在で8,684人で、もとは工業地帯であったが、周辺の山地は今日では人気のスキーリゾートとなっている。

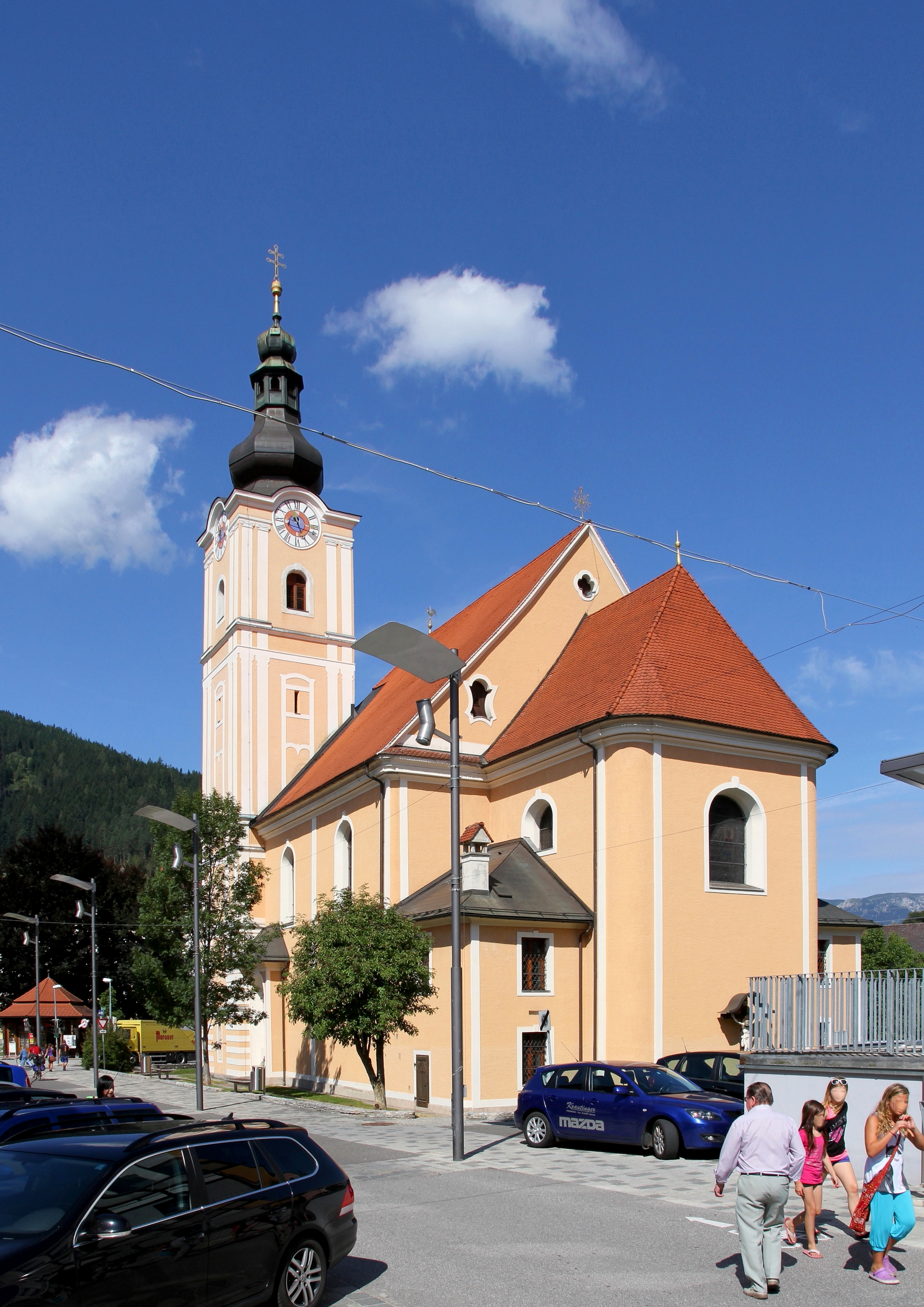
聖クニグンデ教会

## 歴史
シュタイアーマルク公国による植民の最初の記録は1227年の文書に遡る。ミンネザンクのウルリッヒ・フォン・リヒテンシュタインは、1265年の詩フラウエンディーンストにおいて、ヴェネツィアからウィーンへの旅の途中で立ち寄ったムルツシュラーゲ（Murzuslage）という町について触れている。1360年にはハプスブルク家のルドルフ4世が、レオーベンに対抗してミュルツツーシュラークの住民に製鉄の特権を安堵している。
1854年にゼメリング鉄道が開通し、オーストリア南部鉄道によってウィーンに直接出られるようになったことから、地域経済が大きく発展した。1862年にミュルツツーシュラークで設立されたブレックマン製鉄所は、現在ではボーラー・ウッデホルム社の傘下となっている。鉄道博物館には、蒸気機関車や関連設備、車両のコレクションが展示されている。
19世紀後半には、ゼメリング地区の山地において中欧で初めてアルペンスキーが行われた。当地はオーストリアでも最古のスキーリゾートとなり、スキーとウィンタースポーツ博物館にもそのように記録されている。ミュルツツーシュラークは1923年に都市法による都市特権を獲得した。

### 1931年労働者オリンピアード
1931年2月5日から8日にかけて、社会民主主義労働者スポーツインターナショナルが主催する第2回冬季労働者オリンピアードが開催された。これは、1932年に米国レークプラシッドで開催された1932年冬季オリンピックよりも、参加者数と観客者のどちらにおいても大規模であった。

## 姉妹都市
ミュルツツーシュラークは、以下の都市と姉妹都市提携を結んでいる。
- アル―シャ（タンザニア）
- ブランスコ（チェコ）
- チヤン（チリ）

## ゆかりの人物
- ヴィクトル・カプラン：カプラン水車を発明した技術者・発明家
- ヨハネス・ブラームス：ミュルツツーシュラークで1884年と1885年に夏のバカンスを取り、その際に交響曲第4番を作曲した。これを記念して当地にはブラームス記念館が置かれている。
- エルフリーデ・イェリネク：2004年にノーベル文学賞を受賞した劇作家兼小説家。ミュルツツーシュラーク郡出身。
- ジェニー・ジューゴ：女優